# خوان فالديز
خوان فالديز هي شخصية خيالية وشعار وعلامة جودة «قهوة كولومبيا» الممنوحة للقهوة الكولومبية.
تم إنشاء الشخصية من قبل وكالة Doyle Dane Bernbach في عام 1960.